# A rabul ejtett értelem
A rabul ejtett értelem (Zniewolony umysł) Czesław Miłosz Nobel-díjas lengyel költő filozófiai–politikai esszéje, példabeszéd. 1953-ban jelent meg franciaországi emigrációban, a párizsi Kultura folyóirat támogatásával.
Az esszé a második világháború idején és azt követően a lengyel társadalomban, főként Varsóban lezajló eseményeket írja le.
Négy legismertebb fejezetében az említett korszak lengyel íróinak sorsát tárgyalja (álnevek használatával), különös figyelmet fordítva viselkedésükre, döntéseikre, moralitásukra és irodalmi munkásságukra az 1945–1956 közötti években, azaz a sztálinizmus idején.
A használt álnevek a következőek: Alfa – Jerzy Andrzejewski, Beta – Tadeusz Borowski, Gamma – Jerzy Putrament, Delta – Konstanty Ildefons Gałczyński.

## Magyarul
- "A rabul ejtett értelem"; ford. Fejér Irén et al.; Európa, Bp., 1992 (Mérleg)